# Rijnwoude
Rijnwoude  este o comună în provincia Olanda de Sud, Țările de Jos.

## Localități componente
Benthorn, Benthuizen, Hazerswoude-Dorp, Groenendijk, Hazerswoude-Rijndijk, Hogeveen, Koudekerk aan den Rijn.